# Rhopalomyzus lonicerae
Rhopalomyzus lonicerae är en insektsart som först beskrevs av Siebold 1839.  Rhopalomyzus lonicerae ingår i släktet Rhopalomyzus och familjen långrörsbladlöss. Arten är reproducerande i Sverige. Inga underarter finns listade i Catalogue of Life.